# Sebastian Haffner

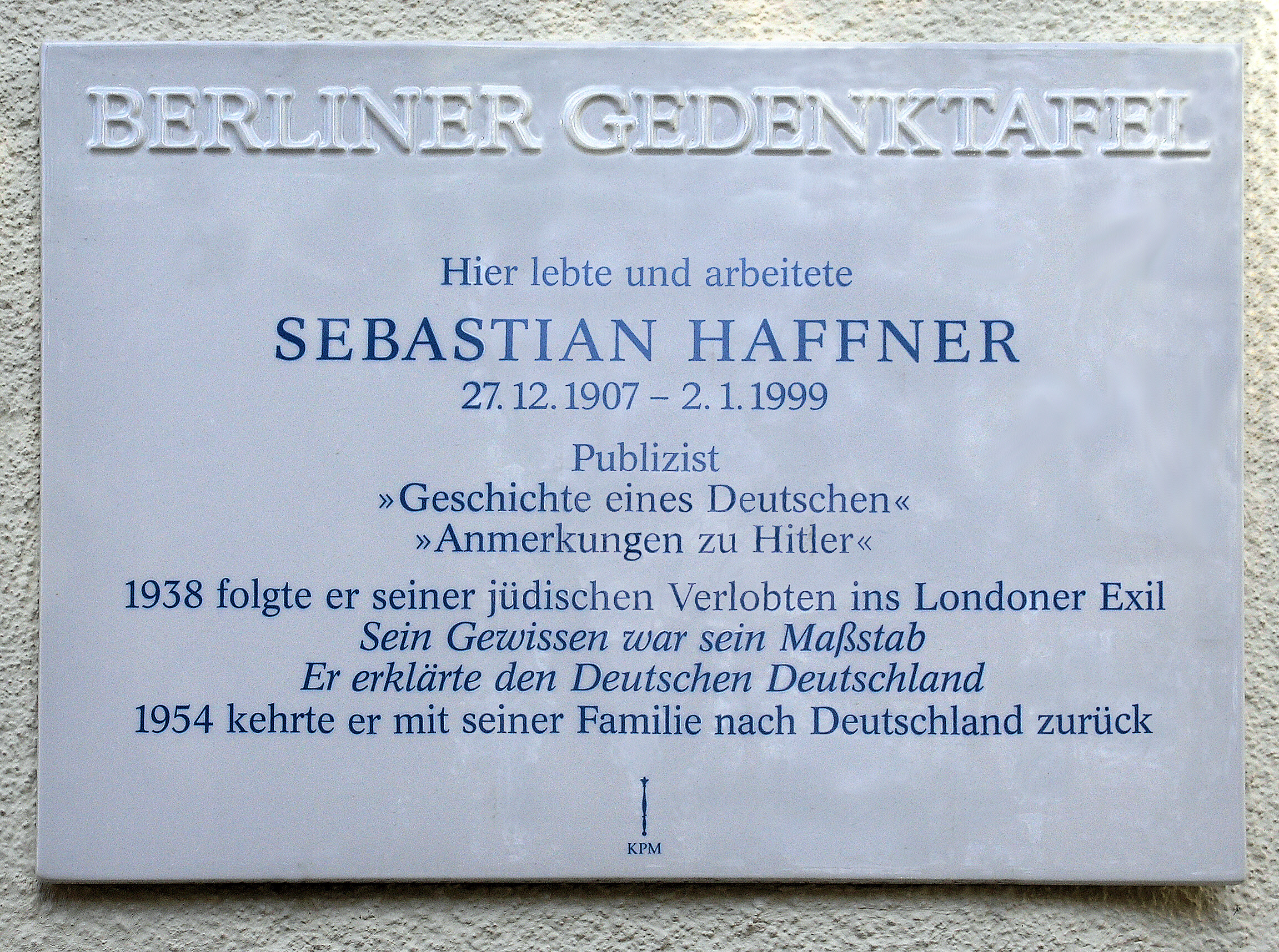
Grafplaat van publicist en jurist Sebastian Haffner die in Berlijn overleed op 2 januari 1999.

Sebastian Haffner, werkelijke naam Raimond Pretzel, (Berlijn, 27 december 1907 – aldaar, 2 januari 1999) was een bekend Duits publicist, die van origine jurist was.

## Biografie
Sebastian Haffner werd geboren op 27 december 1907 in de Berlijnse wijk Moabit. Hij is de zoon van Carl Louis Albert Pretzel, een leraar aan de plaatselijke gemeenteschool, en Wanda Lehmann. Hij had een zus Eva en twee broers, Ulrich en Bernard, allen op zijn minst 8 jaar ouder dan hij. Ondanks de oorlog kende Haffner een gelukkige jeugd. De oorlog zorgde voor zijn vroege politieke interesse en zijn kritische kijk. In 1938 emigreerde hij naar Engeland, enkele maanden nadat de Joodse Erika Hirsch voor het nazi-bewind vluchtte. Ze huwden er en in datzelfde jaar werd hun zoon Olivier geboren.

## Carrière
Tijdens hun verblijf aldaar, werkte hij voor het dagblad The Observer onder het pseudoniem 'Sebastian Haffner' om zijn familie in Duitsland niet in gevaar te brengen. In 1954 keerde hij als correspondent voor dat blad terug naar Berlijn. Later was hij voor diverse dag- en weekbladen politiek verslaggever.

### Kanttekeningen bij Hitler
Zijn bekendste en veelgeprezen werk is Anmerkungen zu Hitler (Kanttekeningen bij Hitler). Het is een nauwkeurige, beknopte biografie waarbij hij zowel diens successen als misdaden scherpzinnig uiteenzet. De achtergrond van het boek is de stelling dat Hitler twee doelen had, namelijk het veroveren van de hele wereld én het uitroeien van alle Joden. Toen bleek dat hij de oorlog niet kon winnen, richtte Hitler zich op de Holocaust en rekte daarvoor het einde van de Tweede Wereldoorlog: nadat Duitsland van twee kanten werd bedreigd, aldus Haffner, koos Hitler voor een offensief tegen de Amerikanen (het Ardennenoffensief), zodat het Russische leger sneller kon oprukken en hij vermoedde dat het Rode Leger het Duitse volk meer schade zou toebrengen dan het Amerikaanse leger.

### Churchill
Verder schreef hij boeken over Winston Churchill en een terugblik op het Duitsland uit de periode 1871 tot 1945 in Von Bismarck zu Hitler. Ein Rückblick. In dit werk wijt hij het mislukken van het Duitse Rijk aan de omvang en de ligging ervan, wegens 'te klein om als tafellaken dienst te doen en te groot om als servet bruikbaar te zijn.'

### Stijl
Zijn boeken kenmerken zich door een bondige, toegespitste stijl en gewaagde uitspraken waarbij zijn grote kennis opvalt. In zijn boeken schrijft hij enkele getuigenissen van toen hij kind was. Hij schreef dat hij als tienjarige, op zijn tenen staand, de aangeplakte legerbulletins probeerde te ontcijferen. Dat gaf het leven spanning en de dag kleur. 'Was er een groot offensief aan de gang, met aantallen gevangenen die in de vijf cijfers liepen en met gevallen vestingen en een enorme buit aan oorlogsmaterieel, dan was het feest, je had eindeloos veel stof voor de fantasie, en je was uitgelaten blij, precies zoals later als je verliefd was'. Zo probeerde hij in donkere perioden kleur te geven aan het bestaan.

## Belangrijke werken
- De zeven doodzonden van Duitsland tijdens de Eerste Wereldoorlog. ISBN 9789053303337, eerste druk 1964. Een analyse van wat Duitsland fout deed tijdens de Eerste Wereldoorlog, en waardoor ze uiteindelijk die oorlog verloren of minder uit de brand konden slepen dan wat het had moeten kunnen hebben.
- Churchill. ISBN 9053303324, eerste druk 1967
- Kanttekeningen bij Hitler. ISBN 9053303227, eerste druk 1978 (in het Duits Anmerkungen zu Hitler)[2]
- Van Bismarck tot Hitler. Het Duitse rijk 1871-1945: een terugblik. ISBN 9023006615, eerste druk 1987 (in het Duits Von Bismarck zu Hitler. Ein Rückblick)
- Het verhaal van een Duitser 1914-1933, ISBN 9053303057 eerste druk 2000 (postuum uitgegeven). Dit boek geeft een indringende analyse van het leven en werken in een opkomende dictatuur c.q. totalitair politiek systeem. In maart 2002 vond een archivaris van het Bundesarchiv nog twee delen van het manuscript, zodat het boek in juni 2002 voor het eerst in zijn volledige versie werd herdrukt.
- Pruisen. Deugden en ondeugden van een miskende staat, Amsterdam, Mets & Schilt, ISBN 9053303812, eerste druk 1979. Een analyse over de geschiedenis van Pruisen, vanaf het ontstaan van Pruisen met de eerste kolonisten tot de creatie van het Duitse rijk met de bijbehorende gevolgen van de twee wereldoorlogen.